# Jupiter Farms
Jupiter Farms statisztikai település az USA Florida államában, Palm Beach megyében. Lakosainak száma 12 572 fő (2020. április 1.).

## Népesség
A település népességének változása:

| 2010 | 11 994 |
| 2020 | 12 572 |